# Federico Giunti
Federico Giunti (ur. 6 sierpnia 1971 w Perugii) – włoski piłkarz występujący na pozycji pomocnika oraz trener.
W Serie A rozegrał 185 spotkań i zdobył 9 bramek.
W reprezentacji Włoch wystąpił jeden raz, 6 listopada 1996 w przegranym 1:2 towarzyskim meczu z Bośnią i Hercegowiną.